# HD 121504
HD 121504 é uma estrela na constelação de Centaurus. Tem uma magnitude aparente visual de 7,54, sendo invisível a olho nu. De acordo com dados de paralaxe, do segundo lançamento do catálogo Gaia, está localizada a uma distância de 136 anos-luz (41,7 parsecs) da Terra.

## Características
HD 121504 é uma estrela de classe G da sequência principal classificada com um tipo espectral de G2V, mas suas características são mais consistentes com uma estrela G0.5V. É parecida com o Sol mas maior e mais massiva, com uma massa estimada de 116% da massa solar e um raio de 115% do raio solar. Sua fotosfera está brilhando com uma luminosidade 62% maior que a solar a uma temperatura efetiva de 6 090 K. Com uma idade estimada de 1,9 bilhões de anos, esta estrela tem um nível moderado de atividade cromosférica e um período de rotação estimado de 8,6 dias. Sua metalicidade é alta, com um abundância de ferro 45% superior à solar.
HD 121504 tem uma companheira visual, uma estrela de tipo espectral A2 e magnitude aparente de 9,2 observada a uma separação angular de 34,2 segundos de arco. As duas estrelas têm movimento próprio diferente, portanto não formam um sistema binário físico. Com uma paralaxe de 4,8044 ± 0,4370 mas, essa estrela está bem mais longe a uma distância de aproximadamente 680 anos-luz (210 parsecs).

## Sistema planetário
Em 2000, foi anunciada a descoberta de um planeta extrassolar massivo orbitando HD 121504. Ele foi detectado por espectroscopia Doppler a partir de observações com o espectrógrafo CORALIE, que mediu as variações na velocidade radial da estrela conforme ela orbita o centro de massa do sistema. O planeta é um gigante gasoso com uma massa mínima de 1,2 vezes a massa de Júpiter. Sua órbita é quase circular e tem um período de 63,3 dias e um semieixo maior de 0,33 UA. A solução orbital de velocidade radial apresenta altos resíduos, o que provavelmente se deve ao alto nível de atividade da estrela. Além disso, uma possível tendência linear de 3 m/s por ano foi detectada, mas não foi considerada significativa.
Observações com o Telescópio Espacial Spitzer não detectaram excesso de radiação infravermelha de HD 121504, o que indicaria a presença de um disco circunstelar de poeira quente ao redor da estrela.
| Planeta | Massa    | Semieixo maior (UA) | Período orbital (dias) | Excentricidade |
| ------- | -------- | ------------------- | ---------------------- | -------------- |
| b       | >1,22 MJ | 0,33                | 63,33 ± 0,03           | 0,03 ± 0,01    |